# Поверхность Дини
Поверхность Дини — пример поверхности постоянной отрицательной кривизны. Она даёт изометрическое погружение области плоскости Лобачевского, ограниченной орициклом.
Поверхность Дини строится подобно геликоиду, но вместо прямой используется трактриса.
Её можно рассматривать как псевдосферу, закрученную винтом.
Названа в честь итальянского математика Улисса Дини.

## Уравнения
Поверхность Дини описывается следующими параметрическими уравнениями:
{\displaystyle \left\{{\begin{aligned}x&=a\cos u\sin v\\y&=a\sin u\sin v\\z&=a\left(\cos v+\ln \tan {\frac {v}{2}}\right)+bu\end{aligned}}\right.}